# Hendrik Fagel (1765-1838)

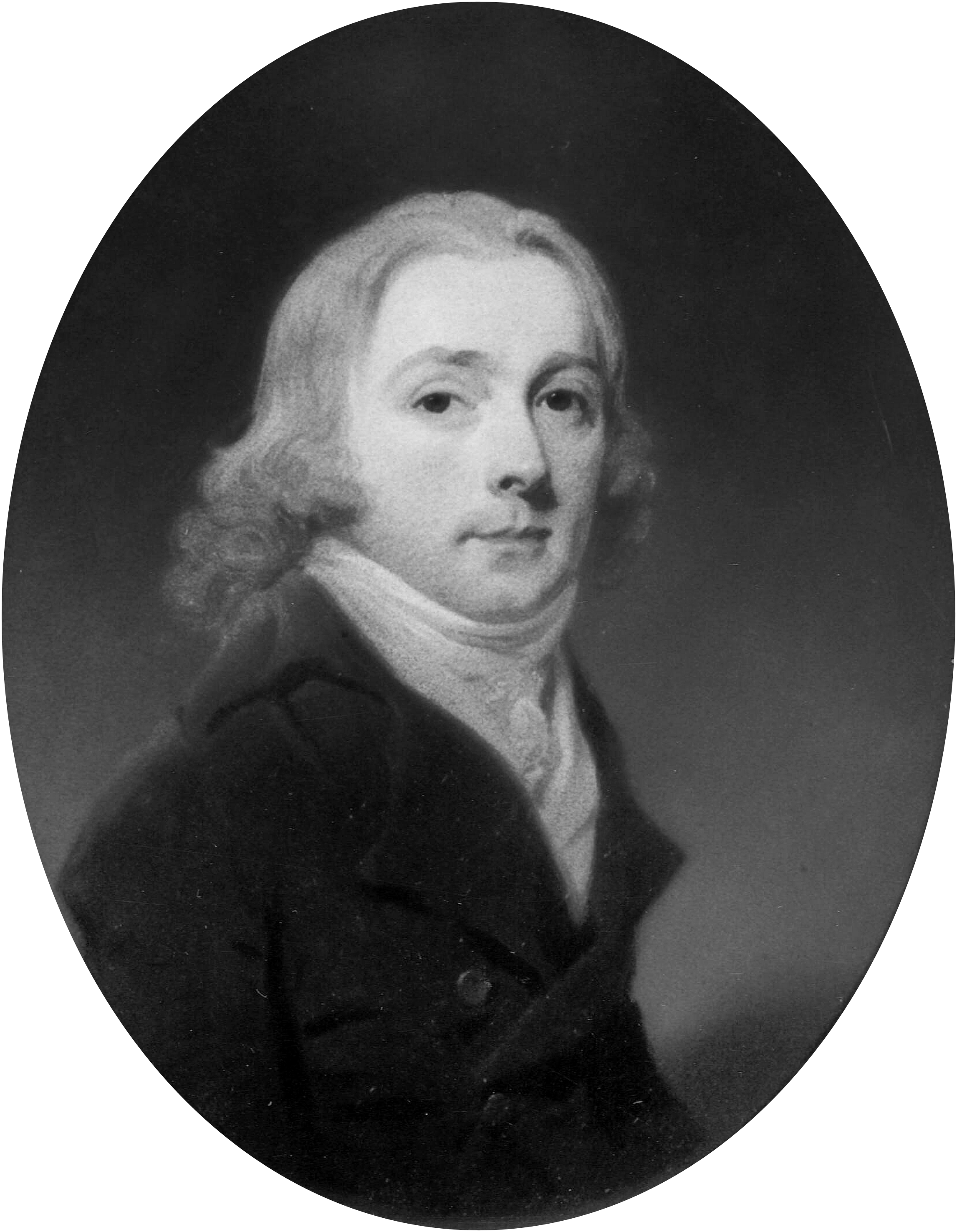
Portret van Hendrik Fagel, geschilderd door Charles Howard Hodges

Hendrik baron Fagel (Amsterdam, 21 maart 1765 – Den Haag, 22 maart 1838), ook genoemd Hendrik Fagel de Jonge, was een Nederlands ambtenaar, politicus en diplomaat. Hij verkreeg in 1814 het adellijke predicaat van jonkheer en in 1815 de titel van baron. Hij was de laatste griffier van de Staten-Generaal onder de Republiek der Verenigde Nederlanden, dat was toentertijd de hoogste ambtenaar.
Hendrik Fagel, telg uit het regentengeslacht Fagel, studeerde Romeins- en hedendaags recht aan de hogeschool van Leiden en promoveerde in 1785 op de dissertatie 'De foederum sanctitate'.
In 1790 huwde Fagel, met Agneta Margaretha Catharina Boreel.
Fagel was in de periode 1787 - 1795 werkzaam voor de griffie van de Staten-Generaal, vanaf 1790 als griffier. Hij ging in 1794 als gedeputeerde naar Engeland en werd later dat jaar 'agent' (gelijk te stellen met het ministerschap) voor het Huis van Oranje-Nassau en bleef dat tot 1813. 
Tijdens de Bataafse Revolutie werd zijn commissie ingetrokken, waardoor hij zijn bibliotheek en schilderijen moest verkopen. De Fagelbibliotheek werd gekocht door Trinity College Dublin in 1802 - dit leidde tot bijna een verdubbeling van de collegebibliotheek. De collectie bleef een belangrijk onderdeel van de Trinity Library en werd in de jaren 2020 opnieuw gecatalogiseerd en ook gedigitaliseerd.
Fagel werd in 1814 buitengewoon gevolmachtigd ambassadeur, en later 1823 gevolmachtigd minister in Londen. Vanaf 1815 - 1823 was hij bovendien lid van de Raad van State Hij weigerde in mei 1824 tot ongenoegen van de Nederlandse koning het ministerschap voor het departement van Buitenlandse Zaken.
Hij was vanaf 1814 ook lid van het Ridderschap van Holland en grootmeester in het Huis van de Prins van Oranje (1828 – 1830). In 1830 werd hij benoemd tot  minister van Staat.
Hendrik Fagel was drager van het Grootkruis in de Orde van de Nederlandse Leeuw.